# Чемпионат Северной, Центральной Америки и Карибского бассейна по волейболу среди мужчин 2013
23-й чемпионат Северной, Центральной Америки и Карибского бассейна (NORCECA) по волейболу среди мужчин проходил с 23 по 28 сентября 2013 года в Лэнгли (Канада) с участием 9 национальных сборных команд. Чемпионский титул в 8-й раз в своей истории выиграла сборная США.

## Команды-участницы
Канада — страна-организатор;
Доминиканская Республика, Куба, Мексика, Пуэрто-Рико, США — по рейтингу NORCECA;
Гватемала — чемпион Центральной Америки 2012;
Багамские Острова — чемпион Карибской зональной волейбольной ассоциации (CAZOVA) 2012.
Сент-Люсия — чемпион Восточнокарибской зональной волейбольной ассоциации (ЕСVA) 2012.

## Система проведения чемпионата
9 команд-участниц на предварительном этапе были разбиты на три группы, в которых команды играли в один круг. За победу со счётом 3:0 команды получали 5 очков, за победу 3:1 — 4, 3:2 — 3 очка, за поражение 2:3 проигравший получал 2 очка, 1:3 — 1 и за поражение 0:3 очки не начислялись. Две лучшие команды из числа победителей групп напрямую вышли в полуфинал плей-офф. Оставшийся победитель группового турнира и команды, занявшие в группах вторые места, вышли в четвертьфинал и в стыковых матчах определили ещё двух участников полуфинала. Полуфиналисты по системе с выбыванием определили призёров первенства. Проигравшие в 1/4-финала рызграли итоговое 5-е место. Итоговые 7—9-е места также по системе с выбыванием разыграли худшие команды в группах.

## Предварительный этап

### Группа А
| М | Команда                  | 1   | 2   | 3   | И | В | П | С/П | О  |
| - | ------------------------ | --- | --- | --- | - | - | - | --- | -- |
| 1 | США                      |     | 3:0 | 3:0 | 2 | 2 | 0 | 6:0 | 10 |
| 2 | Доминиканская Республика | 0:3 |     | 3:0 | 2 | 1 | 1 | 3:3 | 5  |
| 3 | Сент-Люсия               | 0:3 | 0:3 |     | 2 | 0 | 2 | 0:6 | 0  |

23 сентября: США — Сент-Люсия 3:0 (25:12, 25:10, 25:11).
24 сентября: США — Доминиканская Республика 3:0 (25:19, 25:17, 25:9).
25 сентября: Доминиканская Республика — Сент-Люсия 3:0 (25:19, 25:12, 25:23).

### Группа В
| М | Команда           | 1   | 2   | 3   | И | В | П | С/П | О |
| - | ----------------- | --- | --- | --- | - | - | - | --- | - |
| 1 | Куба              |     | 3:1 | 3:0 | 2 | 2 | 0 | 6:1 | 9 |
| 2 | Пуэрто-Рико       | 1:3 |     | 3:0 | 2 | 1 | 1 | 4:3 | 6 |
| 3 | Багамские Острова | 0:3 | 0:3 |     | 2 | 0 | 2 | 0:6 | 0 |

23 сентября: Куба — Багамские Острова 3:0 (25:16, 25:12, 25:7).
24 сентября: Куба — Пуэрто-Рико 3:1 (25:17, 22:25, 25:22, 25:22).
25 сентября: Пуэрто-Рико — Багамские Острова 3:0 (25:10, 25:17, 25:20).

### Группа С
| М | Команда   | 1   | 2   | 3   | И | В | П | С/П | О  |
| - | --------- | --- | --- | --- | - | - | - | --- | -- |
| 1 | Канада    |     | 3:0 | 3:0 | 2 | 2 | 0 | 6:0 | 10 |
| 2 | Мексика   | 0:3 |     | 3:0 | 2 | 1 | 1 | 3:3 | 5  |
| 3 | Гватемала | 0:3 | 0:3 |     | 2 | 0 | 2 | 0:6 | 0  |

23 сентября: Канада — Гватемала 3:0 (25:10, 25:10, 25:10).
24 сентября: Мексика — Гватемала 3:0 (25:18, 25:14, 25:23).
25 сентября: Канада — Мексика 3:0 (25:22, 25:15, 25:12).

## Плей-офф

### Полуфинал за 7—9 места
26 сентября
Багамские Острова — Гватемала 3:0 (25:18, 25:21, 25:23).

### Четвертьфинал
26 сентября
Куба — Доминиканская Республика 3:2 (25:21, 21:25, 23:25, 25:16, 15:12).
Пуэрто-Рико — Мексика 3:0 (25:17, 25:17, 25:22).

### Полуфинал за 1—4 места
27 сентября
США — Пуэрто-Рико 3:1 (25:13, 24:26, 25:20, 25:16).
Канада — Куба 3:0 (25:14, 25:17, 25:21).

### Матч за 7-е место
27 сентября
Багамские Острова — Сент-Люсия 3:0 (25:17, 25:20, 25:20).

### Матч за 5-е место
28 сентября
Мексика — Доминиканская Республика 3:0 (25:23, 25:22, 26:24).

### Матч за 3-е место
28 сентября
Куба — Пуэрто-Рико 3:2 (27:29, 25:27, 25:20, 27:25, 15:12).

### Финал
| 28 сентября 2013 | \| США \| 3:0 norceca.net \| Канада \| \| Мэттью Андерсон (17) Шон Руни (6) Дэвид Ли (8) Уильям Придди (11) Мика Кристенсон (2) Максуэлл Хольт (11) Эрик Шоджи (л) \| Голы \| Руди Верхуфф (5) Даллас Суниас (9) Дастин Шнейдер (1) Фредерик Уинтерс (3) Грэм Вигрэсс (3) Джон Гордон Перрин (7) Блэр-Кэмерон Бэнн (л) Джошуа Хоуотсон (1) Адам Симак (1) Тонтье ван Ланквельт (5) Николас Хоуг (4) \| | Лэнгли «Langley Events Centre» 5000 зрителей |
| Счёт по партиям — 25:23, 25:20, 25:14. Время матча — 1 час 23 минуты. Судьи: Арнальдо Пинеро, Даниэль Гонсалес.          | | |
| США | 3:0 norceca.net | Канада |
| Мэттью Андерсон (17) Шон Руни (6) Дэвид Ли (8) Уильям Придди (11) Мика Кристенсон (2) Максуэлл Хольт (11) Эрик Шоджи (л) | Голы | Руди Верхуфф (5) Даллас Суниас (9) Дастин Шнейдер (1) Фредерик Уинтерс (3) Грэм Вигрэсс (3) Джон Гордон Перрин (7) Блэр-Кэмерон Бэнн (л) Джошуа Хоуотсон (1) Адам Симак (1) Тонтье ван Ланквельт (5) Николас Хоуг (4) |

## Итоги

### Положение команд
| США                         |
| Канада                      |
| Куба                        |
| 4. Пуэрто-Рико              |
| 5. Мексика                  |
| 6. Доминиканская Республика |
| 7. Багамские Острова        |
| 8. Сент-Люсия               |
| 9. Гватемала                |

### Призёры
США: Мэттью Андерсон, Шон Руни, Кайл Колдуэлл, Дэвид Ли, Уильям Придди, Трой Мёрфи, Мика Кристенсон, Джеффри Мензель, Карсон Кларк, Максвелл Холт, Ваафути Тавана, Эрик Шоджи. Тренер — Джон Спиро.
  Канада: Николас Хоуг, Джошуа Хоуотсон, Руди Верхуфф, Даллас Суниас, Адам Симак, Дастин Шнейдер, Тонтье ван Ланквельт, Гэвин Шмитт, Фредерик Уинтерс, Грэм Вигрэсс, Джон Гордон Перрин, Блэр-Кэмерон Бэнн. Тренер — Гленн Хоуг.
  Куба: Иновель Ромеро Вальдес, Рикардо Кальво Мансано, Хавьер Эрнесто Хименес Скуль, Кейбель Гутьеррес Торна, Роландо Сепеда Абреу, Данхер Кинтана Гуэрра, Лазаро Райдель Фундора Травьесо, Абрахам Альфонсо Гавилан, Давид Фьель Родригес, Йордан Биссет Астенхо, Исбель Меса Сандоваль, Альфонсо Алексис Ламадрид. Тренер — Луис Санчес Родольфо.

### Индивидуальные призы
MVP:  Мэттью Андерсон
Лучший нападающий:  Анди Алексис Леонардо Бланко
Лучший блокирующий:  Руди Верхуфф
Лучший на подаче:  Мика Кристенсон
Лучший на приёме:  Блэр-Кэмерон Бэнн
Лучший в защите:  Деннис дель Валье
Лучший связующий:  Мика Кристенсон
Лучший либеро:  Деннис дель Валье
Самый результативный:  Роландо Сепеда

### Символическая сборная
Связующий:  Мика Кристенсон
Диагональный:  Даниэль Варгас
Доигровщики:  Мэттью Андерсон,  Уильям Придди
Центральные блокирующие:  Руди Верхуфф,  Байрон Фергюсон
Либеро:  Деннис дель Валье